# Estadio Carlos Tartiere (1932)
Estadio Carlos Tartiere – nieistniejący już stadion piłkarski w Oviedo, w Hiszpanii. Istniał w latach 1932–2003. Swoje spotkania rozgrywali na nim piłkarze klubu Real Oviedo. Obiekt pod koniec swego istnienia mógł pomieścić 16 485 widzów, choć wcześniej jego pojemność wynosiła ponad 22 000. W latach 1998–2000 w nowej lokalizacji powstał nowy stadion o tej samej nazwie, na który przenieśli się piłkarze Realu Oviedo, stary obiekt rozebrano natomiast w 2003 roku.
Nowy stadion Realu Oviedo został zainaugurowany 24 kwietnia 1932 roku, a na otwarcie reprezentacja Hiszpanii rozegrała mecz towarzyski przeciwko Jugosławii (2:1). Przed inauguracją nowego obiektu Real Oviedo swoje spotkania rozgrywał na Campo de Teatinos. Po stronie północnej, wzdłuż boiska stanęła nowoczesna jak na owe czasy żelbetowa, zadaszona trybuna główna, nazwana Tribuna Sanchez del Rio. Pojemność całego obiektu (nazwanego Campo de Buenavista lub Estadio de Buenavista) wynosiła wówczas 15 000 widzów. Stadion poważnie ucierpiał podczas wojny domowej, po wojnie został jednak odbudowany, powiększone zostały trybuny od strony wschodniej, południowej i zachodniej; trybuna zachodnia została ponadto zadaszona, a na środku trybuny południowej stanęła wieża z tablicą wyników. 22 lipca 1958 roku stadion nazwano imieniem pierwszego prezesa Realu Oviedo, Carlosa Tartiere. 4 czerwca 1969 roku na stadionie zainaugurowano sztuczne oświetlenie, a w 1970 roku zadaszono trybunę południową. Stadion został wybrany jedną z aren piłkarskich Mistrzostw Świata 1982, co pociągnęło za sobą gruntowną przebudowę obiektu. Rekonstrukcji poddano wszystkie trybuny stadionu, które zostały ponadto zadaszone. Otwarcie areny po renowacji odbyło się 29 kwietnia 1982 roku. Rozbudowany stadion mógł pomieścić 22 284 widzów, co czyniło z niego najmniejszą arenę mundialu w 1982 roku. Rozegrane zostały na nim trzy spotkania fazy grupowej imprezy (17 czerwca Chile – Austria 0:1, 21 czerwca Algieria – Austria 0:2 i 24 czerwca Algieria – Chile 3:2). 14 września 1988 roku reprezentacja Hiszpanii powróciła na ten stadion po 56 latach, rozgrywając ponownie mecz towarzyski z Jugosławią (tym razem przegrany 1:2). Po raz trzeci i ostatni Hiszpania zagrała tutaj 4 września 1991 roku, towarzysko przeciwko Urugwajowi (2:1). W 1998 roku na trybunach zainstalowano krzesełka, co zmniejszyło pojemność do 16 485 widzów (2880 miejsc pozostało stojących). Zredukowana pojemność stała się przyczyną rozpoczęcia pod koniec 1998 roku budowy nowego obiektu niecały kilometr na zachód od starego stadionu. Ostatni mecz na starym stadionie odbył się 20 maja 2000 roku, a od sezonu 2000/01 Real Oviedo swoje mecze rozgrywa już na nowej arenie mogącej pomieścić 30 500 widzów. Stary obiekt rozebrano w 2003 roku, później w jego miejscu wybudowano Palacio de Congresos.